# Нижнеиргинское
Нижнеирги́нское — село Красноуфимского района Свердловской области.

## География
Село Нижнеиргинское муниципального образования «Красноуфимский округ» расположено в 37 километрах (по автотрассе в 40 километрах) к северо-северо-западу от города Красноуфимск, на реке Иргина (левый приток реки Сылва, бассейна реки Кама). Село находится на берегах пруда Нижнеиргинский, образованного в устье реки Шуртан (левый приток реки Иргина). Село расположено в 12 километрах к востоку от крайней западной точки (её долгота 57°14') Свердловской области, на опушке небольшой лесной рощи посреди приуральского лесостепного ландшафта. В окрестностях села, в Романятском логу, расположен ботанический памятник природы — Нижнеиргинская дубрава, ареал дуба черешчатого, самое восточное место естественного произрастания дуба. На берегах реки Иргина участки горной растительности на увалах.

## История
Ранее село имело следующие названия: Иргинский Завод, Нижнеиргинский Завод (после 1771 года) Осокино. Село имело и местные названия: Нижнеиргинское, Иргинск. Основатели села — раскольники-староверы с реки Керженец Нижегородской губернии, бежавшие в XVII веке от преследований на башкирскую землю.
В селе работали кожевенные мастера-сапожники, а их продукция неоднократно представлялась на всероссийских выставках. В 1912 году было открыто кожевенно-обувное ремесленное училище. В войну 1914 году ученики шили портупеи, армейские ремни и патронташи. Кооперативная артель «Кустарь», созданная в советские годы, позднее превратилась в филиал фабрики «Уралобувь» (Екатеринбург). В селе работали лесоперерабатывающее предприятие и грязелечебница.

## Иргинский завод
В январе 1728 года двоюродные братья Петр Игнатьевич и Гавриил Полуэктович Осокины — купцы из города Балахна Нижегородской губернии, занимавшиеся до этого винным откупом и доставкой хлеба в Санкт-Петербург, купили у посадских людей Клима Лекина и Авдея Резанцева рудники и заводское место в Кунгурском уезде. В 1728–1729 годах они основали Иргинский медеплавильный завод, а затем и чугуноплавильный и железоделательный завод. Официальной датой рождения села считается пуск завода 20 ноября 1730 года. Завод перерабатывал железную и медную руду, специализировался на выпуске медной посуды. В 1740 году был изготовлен первый русский самовар, опередивший тульские и суксунские аналоги. К середине 1730-х годов были построены несколько фабрик: молотовая, меднокотельная, кузнечная, якорная и др. В 1769 годах плавка меди была прекращена. Во время крестьянской войны в июле 1774 году по приказу Емельяна Пугачева была остановлена доменная печь и спущена вода из заводского пруда. После окончания волнений завод восстановлен.
В начале XIX века завод был продан московскому купцу А.А. Кнауфу. В начале XX века в селе работали школа, 2 православные и 3 единоверческие церкви, а каждое воскресенье открывался большой базар. В селе имелись следующие ремесла: кожевенное, кузнечное, плотничное, мельничное, лесопильное, пимокатное, гончарное, ткацкое, свечное, мыловаренное. Развито земледелие. В 1879 году затонул плывший в Англию караван с иргинским железом. Владельцы понесли убытки, а производство было остановлено. К этому времени истощилась и рудная база. Сельчане были вынуждены всецело заняться кустарными промыслами.

## Музей краеведения
Музей краеведения был основан С. Шмелевым.

## Население
| 2002 | 2010  | 2021 |
| ---- | ----- | ---- |
| 1363 | ↘1092 | ↘462 |

В период расцвета в селе проживало более 10 000 человек.

## Известные уроженцы и жители
- Винокуров, Василий Иосифович — Герой Советского Союза (1945).
- Россихин, Евсей Фадеевич — полный кавалер ордена Славы.